# 萨格勒布迪纳摩足球俱乐部
萨格勒布迪纳摩足球俱乐部（Građanski nogometni klub Dinamo Zagreb）是一家位于克罗地亚首都萨格勒布的足球俱乐部。俱乐部建立于第二次世界大战后，并迅速成为前南斯拉夫乃至整个东欧的著名俱乐部之一，培养出了大批优秀球员。从战绩上来讲，它是迄今为止克罗地亚足坛成绩最好的俱乐部。

## 概况
1945年，共产主义政权统治下的南斯拉夫体育界发生重大变革，政府强制在某些地区对足球运动采取整合措施，以迅速建立起全南斯拉夫层次的足球联赛。萨格勒布的三支最著名球队哈斯克（HAŠK）、萨格勒布格拉丹斯基（Građanski Zagreb）和康科迪亚（Concordia）被解散，重新组织一支名为“迪纳摩”的球队。6月9日，新球队成立，主场在原哈斯克的马科西米尔体育场，但是绝大多数主力球员则来自格拉丹斯基，球衣颜色也与之相似。
球队在克罗地亚独立前四次夺得过南斯拉夫联赛冠军，七次夺得杯赛冠军。1969年起，球队采用的队徽与格拉丹斯基队的极其相似。
克罗地亚从南斯拉夫独立后，俱乐部开始参加克罗地亚联赛与杯赛，并一举奠定了其国内优势。一开始因为对于“迪纳摩”一词的反感，曾采用“克罗地亚萨格勒布”的名称，但是到1999年又恢复使用原名。
16年内，萨格勒布迪纳摩共夺得了12个联赛冠军、8个杯赛冠军和7个超级杯冠军，压倒了国内主要竞争对手哈伊杜克。

## 著名球员
- 兹拉特科·克拉尼恰尔（Zlatko Kranjcar）
- 达沃·苏克（Davor Šuker）
- 戈兰·弗拉奥维奇（Goran Vlaović）
- 兹沃尼米尔·博班（Zvonimir Boban）
- 伊格尔·茨维塔诺维奇（Igor Cvitanovic）
- 马里奥·斯塔尼奇（Mario Stanić）
- 兹沃尼米尔·索尔多（Zvonimir Soldo）
- 达里奥·西米奇（Dario Simic）
- 罗伯特·普罗辛内茨基（Robert Prosinečki）
- 德拉任·拉迪奇（Drazen Ladic）
- 伊格尔·比斯坎（Igor Biscan）
- 佐兰·马米奇（Zoran Mamic）
- 尼高·卡蘭積卡（Niko Kranjčar）
- 艾杜亞度·艾維斯·達施華（Eduardo da Silva）
- 维德兰·科卢卡（Vedran Corluka）
- 马克·维杜卡（Mark Viduka）
- 盧卡·莫德里奇（Luka Modrić）
- 延斯·诺沃特尼（Jens Nowotny）